# قابلية الملاحظة
قابلية المراقبة (أو المراقبية) خاصية من خصائص النظم. وهو مصطلح أساسي ويستعمل كثيرا في علم الضبط ونظرية النظم. إذا كان نظام ما قابل للمراقبة فإن ذلك في نظرية النظم يعني عامة أنه يمكنك عن طريق معرفة الحالة الراهنة للنظام استنتاج أو حساب الحالات السابقة للنظام.

## وصف رياضي
لنفترض أنه لدينا نظام خطي على الشاكلة التالية:

{\displaystyle {\dot {x}}=Ax+Bu}
و
{\displaystyle y=Cx+Du}.
حيث A B C و D مصفوفات.
A تصف حركية النظام. B تصف تفاعل المداخل مع النظام. المصفوفة C تعطينا الحالات الظاهرة للنظام أي ما نراه من حالات النظام عند المخارج. أما المصفوفة D فهي تظهر تفاعل المداخل المباشر مع المخارج.
إذن لنعتبر النظام المذكور أعلاه. ولنعتبر أن المصفوفة A تنتمي إلى {\displaystyle R^{nxn}} (أي أنها عبارة عن n سطر و n عمود). فإنه حتى يكون النظام قابلا للمراقبة يجب على درجة المصفوفة P أن تكون n, أي أن محدد المصفوفة P يجب أن لا تكون صفرا
{\displaystyle det(P)\neq 0}. حيث المصفوفة P تكون كما يلي:

{\displaystyle P=\left[C^{T},C^{T}A,C^{T}A^{2},...,C^{T}A^{n-1}\right]}